# Liste der Mitglieder der Bremischen Bürgerschaft (21. Wahlperiode)
Die Mitglieder der 21. Bremischen Bürgerschaft wurden am 14. Mai 2023 gewählt. Die konstituierende Sitzung fand am 29. Juni 2023 statt.
- Linke: 10
- SPD: 28
- Grüne: 10
- CDU: 24
- FDP: 5
- BD: 7
- Unabh.: 3

Gemäß § 5 Bremisches Wahlgesetz besteht die Bürgerschaft (Landtag) aus 87 Mitgliedern, davon 72 aus dem Wahlbereich Bremen und 15 aus dem Wahlbereich Bremerhaven.
Die Abgeordneten aus dem Wahlbereich Bremen sind in der Regel zugleich Mitglieder der Stadtbürgerschaft. Aufgrund der Wahlberechtigung auch für Bürger der Europäischen Union bei Kommunalwahlen können Stadtbürgerschaft und der stadtbremische Anteil des Landtags unterschiedlich besetzt sein.

## Übersicht
| Partei/Fraktion | Gewählt | Gewählt           | Gewählt     | Gewählt           | Gewählt | Veränderungen                                     | Veränderungen                           | Veränderungen | Veränderungen |
| Partei/Fraktion | Bremen  | Bremen            | Bremerhaven | Bremerhaven       | Gesamt  | Abgänge                                           | Zugänge                                 | Letzter Stand | Saldo         |
| Partei/Fraktion | Liste   | Personen- stimmen | Liste       | Personen- stimmen | Gesamt  | Abgänge                                           | Zugänge                                 | Letzter Stand | Saldo         |
| --------------- | ------- | ----------------- | ----------- | ----------------- | ------- | ------------------------------------------------- | --------------------------------------- | ------------- | ------------- |
| SPD             | 08      | 15                | 2           | 2                 | 27      | Aulepp, Bovenschulte, Mäurer, Schilling, Günthner | Eicke, Tepe, Tokmak, Welt, Çolak, Zager | 28            | +1            |
| CDU             | 12      | 09                | 2           | 1                 | 24      | −                                                 | −                                       | 24            | ±0            |
| GRÜNE           | 06      | 03                | 1           | 1                 | 11      | Schaefer, Stahmann, Çolak, Fecker                 | Görgü-Philipp, Herold, Schaefer         | 10            | −1            |
| LINKE           | 04      | 05                | 1           | −                 | 10      | Bernhard, Vogt                                    | Sültenfuß, Zimmer                       | 10            | ±0            |
| BD (a)          | 05      | 01                | 2           | 2                 | 10      | Lichtenfeld, Schuster, Sağiroğlu                  | −                                       | 07            | −3            |
| FDP             | 03      | 01                | 1           | −                 | 05      | Hilz                                              | Akkamis                                 | 05            | ±0            |
| Unabh.          | −       | −                 | −           | −                 | −       | Çolak                                             | Çolak, Lichtenfeld, Schuster, Sağiroğlu | 03            | +3            |

## Vorstand
Der Vorstand der 21. Bremischen Bürgerschaft wurde in der konstituierenden Sitzung am 29. Juni 2023 gewählt.
| Fraktion | (Vize-)Präsidentinnen                    | Schriftführer                                 |
| -------- | ---------------------------------------- | --------------------------------------------- |
| SPD      | Antje Grotheer (Präsidentin)             | Elombo Bolayela Heike Kretschmann Holger Welt |
| CDU      | Christine Schnittker (Vizepräsidentin)   | Sandra Ahrens Claas Rohmeyer                  |
| GRÜNE    | Sahhanim Görgü-Philipp (Vizepräsidentin) | –                                             |
| LINKE    | –                                        | Cindi Tuncel                                  |
| BD (a)   | –                                        | N.N. (b)                                      |
| FDP      | –                                        | Hauke Hilz                                    |

## Fraktionsvorstände
| Fraktion | Vorsitzende                                                       | Stellvertretende Vorsitzende                                                                  |
| -------- | ----------------------------------------------------------------- | --------------------------------------------------------------------------------------------- |
| SPD      | Mustafa Güngör                                                    | Ute Reimers-Bruns Martin Günthner (Bis 31. Dezember 2023) Janina Strelow (Ab 15. Januar 2024) |
| CDU      | Frank Imhoff (Bis 16. Juni 2025) Wiebke Winter (Ab 16. Juni 2025) | Martin Michalik Wiebke Winter (Bis 16. Juni 2025) Heiko Strohmann (Ab 16. Juni 2025)          |
| GRÜNE    | Björn Fecker (Bis 6. Juli 2023) Henrike Müller (Ab 6. Juli 2023)  | Henrike Müller (Bis 6. Juli 2023) Philipp Bruck (Ab 6. Juli 2023)                             |
| LINKE    | Sofia Leonidakis                                                  | Nelson Janßen                                                                                 |
| BD (a)   | Jan Timke                                                         | Piet Leidreiter                                                                               |
| FDP      | Thore Schäck                                                      | Hauke Hilz (Bis 31. Oktober 2024) Ole Humpich (Ab 1. November 2024)                           |

## Abgeordnete
Legende:

Bei Mitgliedern des Senats ruht das Mandat, das dann Nachrücker wahrnehmen.
| Bild | Name                    | Fraktion (Partei) | Listen- platz | Personen- stimmen | Beruf                             | Geburts- jahr | Anmerkungen |
| ---- | ----------------------- | ----------------- | ------------- | ----------------- | --------------------------------- | ------------- | --- |
|      | Sandra Ahrens           | CDU               | Bremen 4      | 001.800           | Dipl.-Finanzwirtin                | 1974          | |
|      | Gökhan Akkamis          | FDP               | Bremerhaven 2 | 000.214           | Unternehmensberater               | 1997          | Am 1. November 2024 für Hauke Hilz nachgerückt.                                                                                           |
|      | Selin Arpaz             | SPD               | Bremen 12     | 000.781           | Studentin                         | 1999          | |
|      | Yvonne Averwerser       | CDU               | Bremen 10     | 001.158           | Referentin                        | 1970          | |
|      | Recai Aytas             | SPD               | Bremen 21     | 001.593           | Sozialarbeiter                    | 1964          | |
|      | Rainer Bensch           | CDU               | Bremen 17     | 003.462           | Dipl.-Pflegewirt                  | 1964          | |
|      | Hartmut Bodeit          | CDU               | Bremen 19     | 000.613           | Industriekaufmann                 | 1966          | |
|      | Elombo Bolayela         | SPD               | Bremen 35     | 003.117           | Verkäufer                         | 1965          | |
|      | Nils Bothen             | SPD               | Bremerhaven 3 | 001.117           | Industriemechaniker               | 1970          | |
|      | Falko Bries             | SPD               | Bremen 41     | 001.479           | Schulhausmeister                  | 1963          | |
|      | Philipp Bruck           | GRÜNE             | Bremen 4      | 001.759           | Ingenieur                         | 1989          | |
|      | Sülmez Çolak            | SPD               | Bremerhaven 1 | 002.135           | Juristin                          | 1975          | Am 17. Mai 2023 bei den Grünen ausgetreten. Am 18. September 2023 der SPD-Fraktion beigetreten. Am 3. Januar 2024 in die SPD eingetreten. |
|      | Cord Degenhard          | BD (a)            | Bremen 4      | 001.319           | Lehrer i. R.                      | 1950          | |
|      | Sina Dertwinkel         | CDU               | Bremerhaven 3 | 000.792           | Master of Science                 | 1988          | |
|      | Kerstin Eckardt         | CDU               | Bremen 18     | 000.407           | Angestellte Vermessungsbüro       | 1966          | |
|      | Jens Eckhoff            | CDU               | Bremen 7      | 004.671           | Geschäftsführer                   | 1966          | |
|      | Derik Eicke             | SPD               | Bremen 25     | 001.322           | Oberschulkonrektor                | 1974          | Am 8. Juni 2023 für ein Senatsmitglied nachgerückt.                                                                                       |
|      | Holger Fricke           | BD (a)            | Bremen 5      | 000.829           | Journalist                        | 1959          | |
|      | Sahhanim Görgü-Philipp  | GRÜNE             | Bremen 9      | 001.855           | Dipl.-Sozialpädagogin             | 1970          | Am 8. Juni 2023 für ein Senatsmitglied nachgerückt. Vizepräsidentin der Bürgerschaft                                                      |
|      | Arno Gottschalk         | SPD               | Bremen 17     | 001.859           | Finanzökonom                      | 1956          | |
|      | Susanne Grobien         | CDU               | Bremen 8      | 002.066           | Dipl.-Volkswirtin                 | 1960          | |
|      | Sigrid Grönert          | CDU               | Bremen 16     | 001.919           | Erwachsenenbildnerin              | 1959          | |
|      | Theresa Gröninger       | CDU               | Bremen 14     | 000.450           | Marketingmanagerin                | 1993          | |
|      | Antje Grotheer          | SPD               | Bremen 4      | 001.465           | Juristin                          | 1967          | Präsidentin der Bürgerschaft |
|      | Mustafa Güngör          | SPD               | Bremen 5      | 002.514           | IT-Unternehmer                    | 1978          | |
|      | Dariush Hassanpour      | LINKE             | Bremen 10     | 002.879           | Sprachlehrer                      | 1996          | |
|      | Emanuel Herold          | GRÜNE             | Bremen 10     | 000.335           | Parlamentsreferent                | 1986          | Am 8. Juni 2023 für ein Senatsmitglied nachgerückt.                                                                                       |
|      | Hubertus Hess-Grunewald | SPD               | Bremen 9      | 002.220           | Rechtsanwalt                      | 1960          | |
|      | Bettina Hornhues        | CDU               | Bremen 6      | 001.299           | Bankkauffrau                      | 1972          | |
|      | Ole Humpich             | FDP               | Bremen 3      | 000.361           | Kaufmann im Groß- und Außenhandel | 1995          | |
|      | Frank Imhoff            | CDU               | Bremen 1      | 054.033           | Landwirt                          | 1968          | |
|      | Nelson Janßen           | LINKE             | Bremen 4      | 001.420           |                                   | 1990          | |
|      | Michael Jonitz          | CDU               | Bremen 11     | 000.649           | Hochschuldozent                   | 1982          | |
|      | Katharina Kähler        | SPD               | Bremen 8      | 000.728           | Dipl.-Soziologin                  | 1979          | |
|      | Basem Khan              | SPD               | Bremen 37     | 003.118           | Selbst. Kfz-Meister               | 1979          | |
|      | Muhlis Kocaağa          | LINKE             | Bremerhaven 1 | 000.961           | Dipl. Umwelt-Ingenieur            | 1971          | |
|      | Heike Kretschmann       | SPD               | Bremen 10     | 000.836           | Geschäftsführerin                 | 1968          | |
|      | Michael Labetzke        | GRÜNE             | Bremerhaven 2 | 000.968           | Polizeibeamter                    | 1970          | |
|      | Piet Leidreiter         | BD (a)            | Bremen 1      | 005.130           | Leitender Angestellter            | 1965          | |
|      | Kevin Lenkeit           | SPD               | Bremen 11     | 000.410           | Wissenschaftl. Mitarbeiter        | 1985          | |
|      | Sophia Leonidakis       | LINKE             | Bremen 3      | 002.459           | Politologin                       | 1984          | |
|      | Sven Lichtenfeld        | Unabh. (AfD)      | Bremerhaven 3 | 001.461           | Hafenfacharbeiter                 | 1974          | Am 21. Mai 2023 von BIW ausgeschlossen. Im Dezember 2024 der AfD beigetreten.                                                             |
|      | Marco Lübke             | CDU               | Bremen 9      | 003.517           | Polizeibeamter                    | 1976          | |
|      | Bithja Menzel           | GRÜNE             | Bremen 6      | 000.767           | Projektleiterin                   | 1993          | |
|      | Martin Michalik         | CDU               | Bremen 3      | 001.380           | Marketingmanager                  | 1983          | |
|      | Andre Minne             | BD (a)            | Bremen 3      | 001.176           | Jobcoach                          | 1971          | |
|      | Henrike Müller          | GRÜNE             | Bremen 7      | 000.777           | Politikwissenschaftlerin          | 1975          | |
|      | Silvia Neumeyer         | CDU               | Bremen 12     | 000.810           | Zahnarzthelferin                  | 1962          | |
|      | Thorsten Raschen        | CDU               | Bremerhaven 2 | 002.704           | Angestellter                      | 1965          | |
|      | Ute Reimers-Bruns       | SPD               | Bremen 6      | 001.013           | Dipl.-Politologin                 | 1962          | |
|      | Claas Rohmeyer          | CDU               | Bremen 15     | 001.359           | Selbst. Kommunikationsberater     | 1971          | |
|      | Klaus-Rainer Rupp       | LINKE             | Bremen 6      | 000.665           | Ingenieur                         | 1955          | |
|      | Meltem Sağiroğlu        | Unabh.            | Bremen 6      | 000.564           | Geschäftsführerin                 | 1989          | Gewählt für BIW, die am 28. September 2023 mit dem BD verschmolzen. Am 19. August 2024 aus dem BD ausgetreten.                            |
|      | Senihad Šator           | SPD               | Bremen 13     | 000.607           | Rechtsanwalt                      | 1996          | |
|      | Ralph Saxe              | GRÜNE             | Bremen 8      | 001.583           | Kaufmann                          | 1959          | |
|      | Thore Schäck            | FDP               | Bremen 1      | 007.397           | Unternehmer                       | 1985          | |
|      | Maike Schaefer          | GRÜNE             | Bremen 1      | 007.987           | Biologin                          | 1971          | Als Bürgermeisterin zunächst an Mandatsannahme gehindert. Mit Wahl des neuen Senats am 6. Juli 2023 in die Bürgerschaft eingetreten.      |
|      | Sven Schellenberg       | BD (a)            | Bremen 2      | 001.141           | Kaufmann für Industriebedarf      | 1967          | |
|      | Anja Schiemann          | SPD               | Bremen 14     | 000.560           | Justizverwaltungsfachfrau         | 1966          | |
|      | Christine Schnittker    | CDU               | Bremerhaven 1 | 003.511           | Bankkauffrau                      | 1974          | Vizepräsidentin der Bürgerschaft |
|      | Marcel Schröder         | FDP               | Bremen 2      | 000.783           | Jurist                            | 1995          | |
|      | Sascha Schuster         | Unabh.            | Bremerhaven 4 | 000.991           | Hafenfacharbeiter                 | 1971          | Gewählt für BIW, die am 28. September 2023 mit dem BD verschmolzen. Am 12. Dezember 2023 aus dem BD ausgetreten.                          |
|      | Mehmet Ali Seyrek       | SPD               | Bremen 33     | 002.960           | Dipl.-Ing. Elektrotechnik         | 1959          | |
|      | Volker Stahmann         | SPD               | Bremen 15     | 001.614           | Gewerkschaftssekretär             | 1964          | |
|      | Janina Strelow          | SPD               | Bremerhaven 2 | 001.747           | Honorardozentin                   | 1996          | Durch Ausscheiden von Martin Günthner ab dem 8. Januar 2024 über Personenstimmen gewählt.                                                 |
|      | Heiko Strohmann         | CDU               | Bremen 5      | 001.830           | Unternehmer                       | 1968          | |
|      | Miriam Strunge          | LINKE             | Bremen 5      | 001.055           | Politikwissenschaftlerin          | 1987          | |
|      | Tim Sültenfuß           | LINKE             | Bremen 22     | 001.804           | Jurist                            | 1993          | Am 8. Juni 2023 für ein Senatsmitglied nachgerückt.                                                                                       |
|      | Maja Tegeler            | LINKE             | Bremen 7      | 000.721           |                                   | 1974          | |
|      | Hetav Tek               | CDU               | Bremen 20     | 000.568           | Familienhelferin                  | 1981          | |
|      | Franziska Tell          | GRÜNE             | Bremen 5      | 002.286           | Wissenschaftlerin                 | 1995          | Durch Ausscheiden der Senatsmitglieder ab dem 8. Juni 2023 über Personenstimmen gewählt.                                                  |
|      | Nurtekin Tepe           | SPD               | Bremen 49     | 001.329           | Rentner                           | 1967          | Am 8. Juni 2023 für ein Senatsmitglied nachgerückt.                                                                                       |
|      | Julia Tiedemann         | BD (a)            | Bremerhaven 2 | 000.963           | Selbstständig                     | 1987          | |
|      | Jan Timke               | BD (a)            | Bremerhaven 1 | 014.199           | Polizeibeamter                    | 1971          | |
|      | Muhammet Tokmak         | SPD               | Bremen 27     | 001.144           | Betriebsratsvorsitzender          | 1972          | Am 8. Juni 2023 für ein Senatsmitglied nachgerückt.                                                                                       |
|      | Valentina Tuchel        | SPD               | Bremen 22     | 001.838           | Sozialarbeiterin                  | 1965          | |
|      | Cindi Tuncel            | LINKE             | Bremen 12     | 002.971           | Dipl.-Sozialpädagoge              | 1977          | |
|      | Fynn Voigt              | FDP               | Bremen 4      | 000.348           | Student                           | 1999          | |
|      | Falk-Constantin Wagner  | SPD               | Bremen 7      | 000.800           | Finanzverwaltungsangestellter     | 1989          | |
|      | Kai Wargalla            | GRÜNE             | Bremen 14     | 004.959           | Politische Aktivist*in            | 1984          | |
|      | Holger Welt             | SPD               | Bremerhaven 9 | 002.349           | Polizeibeamter                    | 1958          | Am 8. Juni 2023 für ein Senatsmitglied nachgerückt.                                                                                       |
|      | Wiebke Winter           | CDU               | Bremen 2      | 020.205           | Juristin                          | 1996          | |
|      | Oğuzhan Yazıcı          | CDU               | Bremen 25     | 005.839           | Jurist                            | 1977          | |
|      | Medine Yildiz           | SPD               | Bremen 46     | 001.385           | Bürokauffrau                      | 1962          | |
|      | Jörg Zager              | SPD               | Bremerhaven 5 | 001.191           | Verwaltungsfachangestellter       | 1962          | Am 8. Januar 2024 für Martin Günthner nachgerückt.                                                                                        |
|      | Simon Zeimke            | CDU               | Bremen 13     | 000.830           | Online-Marketingmanager           | 1983          | |
|      | Olaf Zimmer             | LINKE             | Bremen 14     | 001.746           | Erzieher                          | 1964          | Am 8. Juni 2023 für ein Senatsmitglied nachgerückt.                                                                                       |

## Ausgeschiedene Abgeordnete
Personen, die an keiner Sitzung teilnahmen, sind kursiv gesetzt.
| Bild | Name                 | Fraktion | Listen- platz | Personen- stimmen | Beruf                            | Geburts- jahr | Anmerkungen |
| ---- | -------------------- | -------- | ------------- | ----------------- | -------------------------------- | ------------- | --- |
|      | Sascha Aulepp        | SPD      | Bremen 2      | 003.092           | Juristin                         | 1970          | Als Senatorin an Mandatsannahme gehindert. Am 5. Juli 2023 erneut in den Senat gewählt.                                                 |
|      | Claudia Bernhard     | LINKE    | Bremen 2      | 017.681           | Angestellte                      | 1961          | Als Senatorin an Mandatsannahme gehindert. Am 5. Juli 2023 erneut in den Senat gewählt.                                                 |
|      | Andreas Bovenschulte | SPD      | Bremen 1      | 141.420           | Bürgermeister                    | 1965          | Als Präsident des Senats an Mandatsannahme gehindert. Am 5. Juli 2023 erneut in den Senat gewählt.                                      |
|      | Björn Fecker         | GRÜNE    | Bremen 2      | 001.410           | Fußballfunktionär                | 1977          | Am 5. Juli 2023 in den Senat gewählt.                                                                                                   |
|      | Martin Günthner      | SPD      | Bremerhaven 1 | 005.397           | Kommunikationsberater            | 1976          | Legte zum 31. Dezember 2023 sein Mandat nieder. Jörg Zager rückte nach.                                                                 |
|      | Hauke Hilz           | FDP      | Bremerhaven 1 | 002.100           | Professor für Lebensmittelchemie | 1977          | Legte zum 31. Oktober 2024 sein Mandat nieder. Gökhan Akkamis rückte nach.                                                              |
|      | Ulrich Mäurer        | SPD      | Bremen 3      | 016.354           | Jurist                           | 1951          | Als Senator an Mandatsannahme gehindert. Am 5. Juli 2023 erneut in den Senat gewählt.                                                   |
|      | Claudia Schilling    | SPD      | Bremerhaven 4 | 002.731           | Juristin                         | 1968          | Als Senatorin an Mandatsannahme gehindert. Am 5. Juli 2023 erneut in den Senat gewählt.                                                 |
|      | Anja Stahmann        | GRÜNE    | Bremen 3      | 004.534           | Dipl.-Sozialwirtin               | 1967          | Als Senatorin an Mandatsannahme gehindert. Erklärte zudem am 27. Mai 2023, ihr Mandat auch nach Wahl des neuen Senats nicht anzunehmen. |
|      | Kristina Vogt        | LINKE    | Bremen 1      | 026.212           | Rechtsanwaltsfachangestellte     | 1965          | Als Senatorin an Mandatsannahme gehindert. Am 5. Juli 2023 erneut in den Senat gewählt.                                                 |